# 1309 Hyperborea
1309 Hyperborea је астероид са пречником од приближно 57,15 .
Афел астероида је на удаљености од 3,689 астрономских јединица (АЈ) од Сунца, а перихел на 2,712 АЈ.
Ексцентрицитет орбите износи 0,152, инклинација (нагиб) орбите у односу на раван еклиптике 10,292 степени, а орбитални период износи 2091,567 дана (5,726 година).
Апсолутна магнитуда астероида је 10,20 а геометријски албедо 0,045.
Астероид је откривен 11. октобра 1931. године.